# Dryopteris subglandulosa
Dryopteris subglandulosa là một loài thực vật có mạch trong họ Dryopteridaceae. Loài này được Kuntze miêu tả khoa học đầu tiên năm 1891.